# 퇴네르시

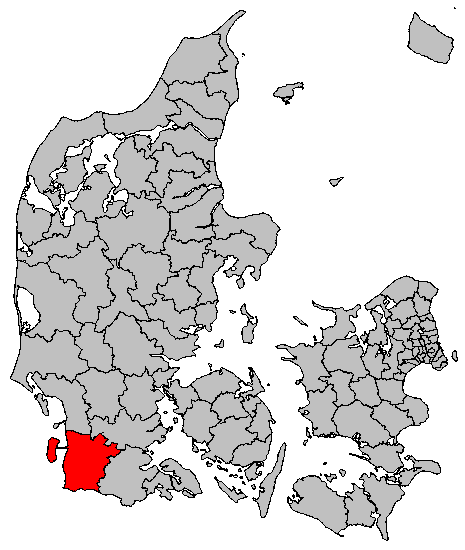
퇴네르 시의 위치

퇴네르시(덴마크어: Tønder Kommune)는 덴마크 남덴마크 지역에 위치한 지방 자치체로 행정 중심지는 퇴네르이며 면적은 1,278km2, 인구는 40,367명(2008년 기준)이다. 윌란반도 남서부 연안에 위치한다.